# Степановский курганный комплекс
Степановский курганный комплекс — памятник старины, включает обложенные плитами известняка холмы и построенные на них четыре кургана, расположенные в 4 км от села Степановка Перевальского района Луганской области.
Комплекс был открыт в 2004 году историко-географической экспедицией Алчевского клуба любителей археологии, а в 2005 году под руководством доктора исторических наук В. И. Клочко (НИИ памятникоохранных исследований, г. Киев) были проведены раскопки юго-восточного кургана комплекса. Выявлены хорошо сохранившиеся захоронения срубной и катакомбной культур, характерные для них глиняные сосуды и каменные орудия труда, что дает основания датировать захоронение II тыс. до н. э.
Интересным явлением является «дорога» из плит правильной формы, раскинувшаяся между курганами. Выявлено более десятка плит с прорезями шириной 2-3 см и длиной до 30 см. Найденный при раскопках кургана крупнозернистый окварцованный песчаник, которого нет в окрестностях памятника, свидетельствует о поисках соответствующих горных пород на расстояниях до 10-15 км. Красная охра, которой был покрыт череп покойника в захоронении кургана, доказывает связанность населения с разработкой железных руд с целью выработки минеральной краски. Многочисленные сосуды, обнаруженные в захоронении, свидетельствуют о разработке местных глин, знании их свойств при термической обработке изделий. Интересной особенностью одного из сосудов из срубного захоронения является клеймо в виде трезубца.
Сложность структуры Степановских курганов, а также факт возможного применения выкладки поверхности холмов известняковыми плитами свидетельствуют о культовом назначении памятника (вероятно, святилище), которое по замыслу создателей, должно было сохраниться в течение тысячелетий.